# Körnige Froschschnecke

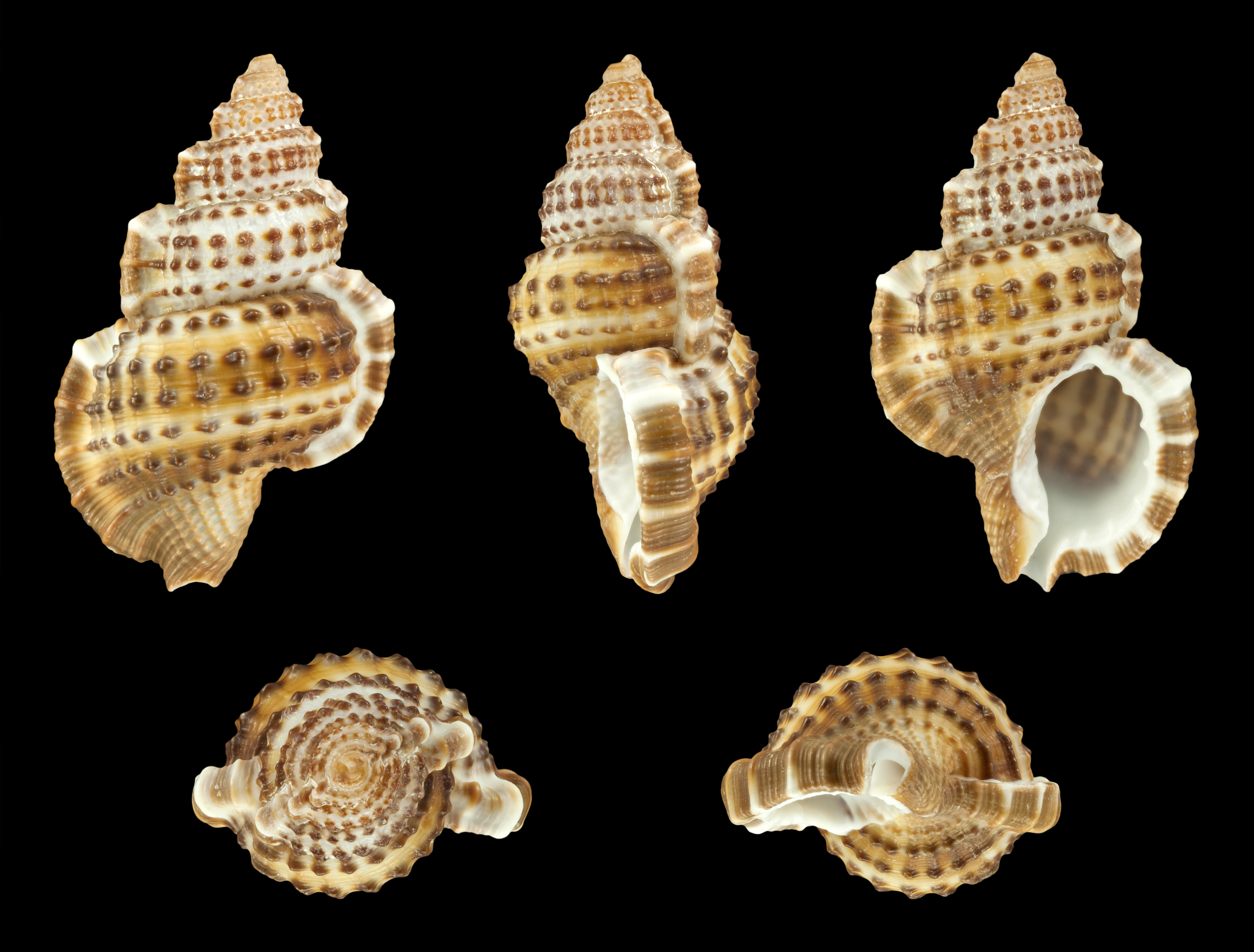
Gehäuse von Bursa granularis

Die Körnige Froschschnecke (Bursa granularis) ist eine mittelgroße räuberisch lebende Schnecke aus der Familie der Froschschnecken. Anders als die meisten Schnecken ist sie sowohl im Indopazifik als auch im Atlantik und der Karibik verbreitet.

## Merkmale
Das Schneckenhaus von Bursa granularis hat ein hohes Gewinde, dessen Umgänge mit mehreren abwechselnden spiraligen Reihen von Knoten und Kügelchen skulpturiert sind, wobei sich die größten Knoten und Kügelchen an der Peripherie der Windungen befinden. Axial weist die Schale zwei beiderseits über alle Umgänge verlaufende Reihen von Varicen auf. Die breite, eiförmige Gehäusemündung ist am Rand innen gezähnt. Sowohl der vordere Siphonalkanal als auch der hintere Analkanal sind kurz. Die äußere Oberfläche der Schale ist am Körperumgang orange und am Gewinde dunkler schattiert mit schmalen weißlichen Banden auf den Varicen oder als Grundfarbe kremweiß mit braunen Flecken. Das Innere der Gehäusemündung ist weiß oder schwach orange. Das Haus erreicht bei ausgewachsenen Schnecken eine Länge 18 mm, bis 51 mm.
Das Männchen von Bursa granularis hat einen extrem langen und schmalen Penis mit abgerundeten Kanten, der aber mehr als doppelt so breit wie das verschlossene Vas deferens ist.

## Verbreitung und Lebensraum
Bursa granularis ist sowohl im Indischen Ozean und im Pazifischen Ozean als auch im westlichen Atlantischen Ozean von Texas bis Brasilien und in der Karibik verbreitet. Die Schnecke findet sich vor allem auf Korallenriffen von der Gezeitenzone bis in Tiefen von 256 m.

## Lebenszyklus
Wie andere Froschschnecken ist Bursa granularis getrenntgeschlechtlich. Das Männchen begattet das Weibchen mit seinem Penis. Aus den Eiern schlüpfen Veliger-Larven, die bis zur Metamorphose zur fertigen Schnecke als Plankton leben.

## Nahrung
Bursa granularis ernährt sich unter anderem von Stachelhäutern, darunter Schlangensternen, aber auch von Schneckeneiern.